# Богуславка (Могилёвская область)
Богусла́вка (бел. Багуслаўка) — деревня в составе Горбацевичского сельсовета Бобруйского района Могилёвской области Республики Беларусь.

## Население
- 2010 год — 2 человека